# Thần kinh dưới đòn
Thần kinh dưới đòn (tiếng Anh: Subclavian nerve) là một sợi thần kinh nhỏ, phát sinh từ nhánh bụng của thần kinh sống cổ 5 và 6 (C5, C6). Nguyên ủy này được gọi là điểm Erb.
Thần kinh dưới đòn xuống đến cơ dưới đòn, đi phía trước phần thứ ba của động mạch dưới đòn và thân trên của đám rối cánh tay, và thường có một nhánh nối với thần kinh hoành.

## Hình ảnh bổ sung

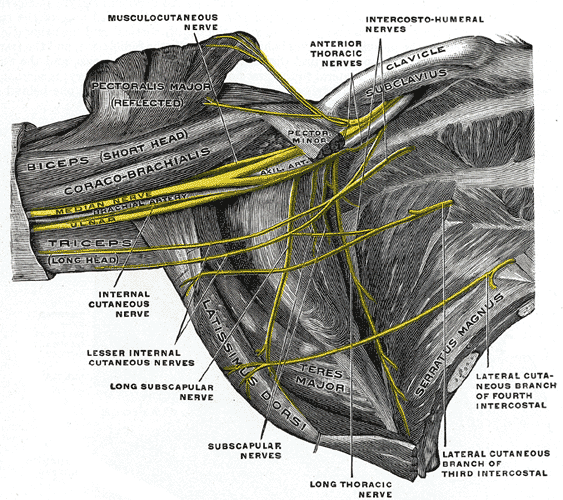
Đám rối cánh tay phải, nhìn từ dưới và trước.